# Sundae

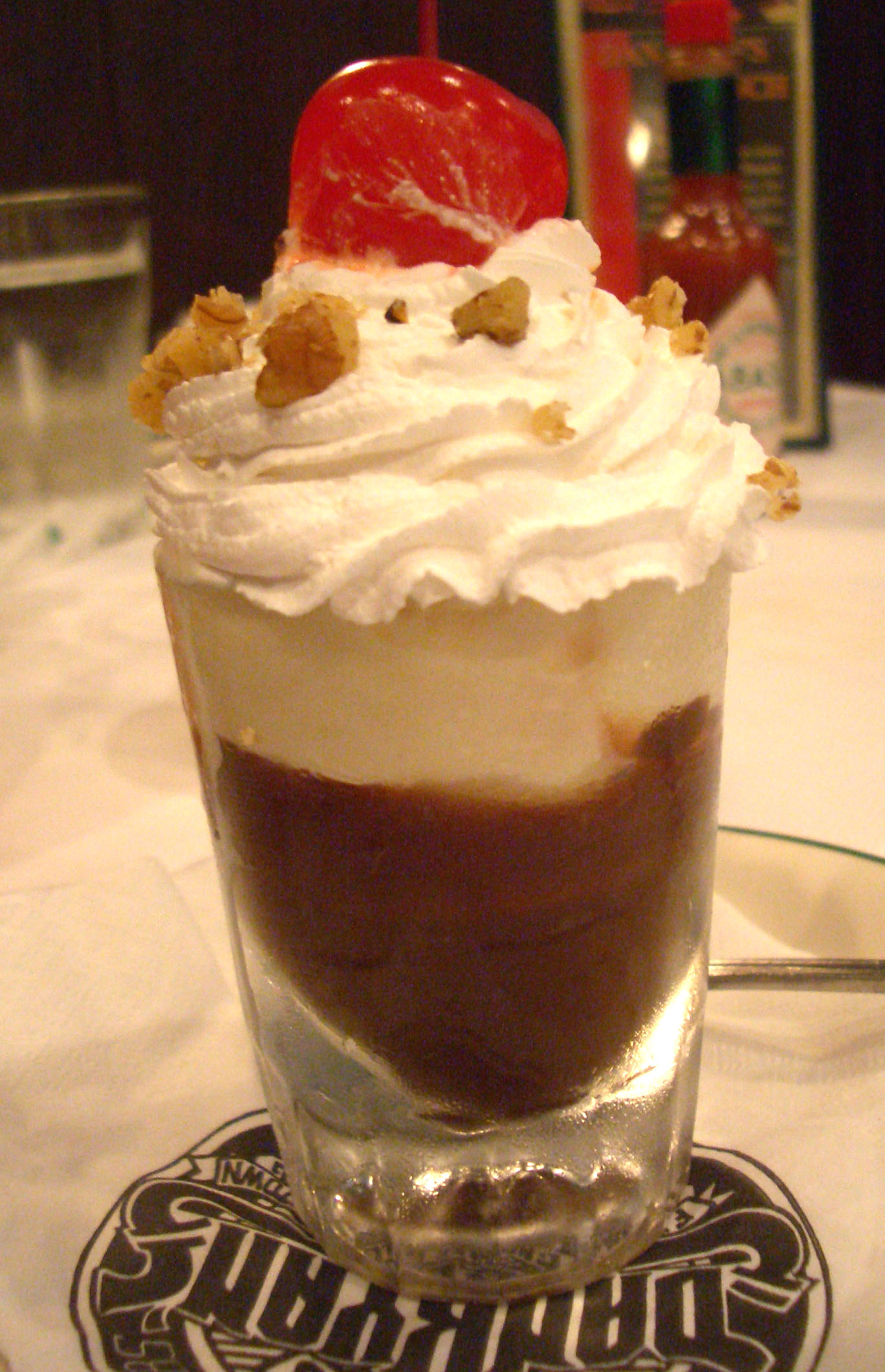
Sundae de chocolate

Sundae é uma sobremesa típica americana consistindo de bolas de sorvete cobertas com molho ou xarope, como chocolate, caramelo ou morango, podendo, ainda, receber cobertura de amendoim ou castanha, cerejas, entre outras.

## A História doSundae
A origem do termo é controversa. Várias cidades americanas se dizem o local de surgimento do verdadeiro sundae de sorvete. Entre essas cidades, estão: Ithaca, New York; Two Rivers, Plainfield, Evanston, New Orleans, Cleveland e Buffalo.
Mais recentemente, as cidades de Two Rivers e Ithaca têm usado da controvérsia para atrair publicidade em favor do turismo local.
Das muitas histórias de invenção do sundae', a mais comum é a condenação por parte da comunidade protestante de consumo nos domingos (Sunday, em inglês) do ice cream soda e, daí, a preparação de um substituto popular para consumo neste dia.

### O primeirosundaedocumentado
O primeiro sundae documentado teria sido criado nos Estados Unidos da América, no dia 3 de abril, ao meio-dia de 1892, em uma sorveteria de Ithaca, por John M. Scotte e Chester Platt.

## Tipos deSundae
- Hot fudge sundae
- Banana split